# 加拿大副總理
加拿大副總理（英語：Deputy Prime Minister of Canada）是一個由該國加拿大總理授予的內閣職位。此職位從2006年至2019年間懸空，直至2019年11月20日，方慧蘭在時任總理賈斯汀·杜魯多任命下宣誓就任為止。方慧蘭在2024年12月16日辭去該職位。

## 歷史
副總理一職於1977年由總理皮埃爾·特鲁多設立，主要用以肯定國會議員和內閣部長麥傑勤（Allan MacEachen）的長年貢獻。在此之前，杜魯多曾在數屆內閣中挑選一人作其資政（Senior Minister）；最後一名資政為保羅·赫勒。
克拉克和哈珀出任總理期間並未任命副總理，而賈斯汀·杜魯多在首屆總理任期也沒有任命副總理。然而，2019年聯邦大選杜魯多的自由黨在亞伯達省與薩斯喀徹溫省全軍覆沒，該黨的少數政府內閣因此缺乏來自該兩省的部長。有見及此，杜魯多委派代表多倫多大學－玫瑰谷選區但於亞伯達省出生的國會議員方慧蘭出任重新創設的副總理職位，以冀此舉有助應對西部疏離局面。

## 職責
副總理的職責為在總理缺席時於國會下議院問題時段解答有關政府政策的問題，以及在總理缺席時主持內閣會議。此職位非依法常設，且沒有正式界定的職能，因此與不管部長相若。然而，總理可將個別特定職責分配予副總理。除赫布·格雷外，所有歷任副總理皆同時兼任另一內閣部長職位。

## 繼任順序
當在任總理去世或辭職時，副總理並不自動繼承總理職位。在此情況下，副總理能以臨時看守性質出任代總理，但不會自動成為下一任總理。在加拿大憲法慣例要求下，總督需就繼任總理人選諮詢執政黨黨團。執政黨黨團有可能挑選在任副總理為下一任總理，但亦可另覓人選。總理人選最終由總督本人決定，但除特殊情況外，總督通常尊重執政黨黨團的選擇。自1890年代起，沒有總理在任內去世或突然辭職（所屬政黨敗選時則例外），因此在任副總理經上述程序成繼任為總理的情況未有發生。
在任總理若決定不會競逐來屆大選的話，通常會在其任期結束前一段時間公布該項決定，以便執政黨有足夠時間選出新黨魁。黨魁選舉結束後，在任總理通常會立即請辭，以讓新黨魁直接繼任總理職位，在此情況下無需委任代總理。最近例子為自由黨總理克里田於2002年宣佈辭職但留任直至新黨魁在黨魁選舉勝出，當時由馬田勝出並在2003年直接繼任克里田成為下任總理。

## 歷任副總理
|     | 肖像     | 姓名          | 任期           | 任期           | 所屬政黨              | 內閣屆次 （在任總理）   |
| --- | -------- | ------------- | -------------- | -------------- | --------------------- | ----------------------- |
| 1   |          | 麥傑勤        | 1977年9月16日  | 1979年6月4日   | 自由黨                | 20（P·E·特鲁多） 自由黨 |
| –   |          | （懸空）      | 1979年6月4日   | 1980年3月3日   | –                     | 21（克拉克） 進步保守黨 |
| (1) |          | 麥傑勤        | 1980年3月3日   | 1984年6月30日  | 自由黨                | 22（P·E·特鲁多） 自由黨 |
| 2   |          | 克里田        | 1984年6月30日  | 1984年9月17日  | 自由黨                | 23（特納） 自由黨       |
| 3   |          | 埃里克·尼爾遜 | 1984年9月17日  | 1986年6月30日  | 進步保守黨            | 24（梅隆尼） 進步保守黨 |
| 4   |          | 當·馬贊考斯基 | 1986年6月30日  | 1993年6月25日  | 進步保守黨            | 24（梅隆尼） 進步保守黨 |
| 5   |          | 莊社理        | 1993年6月25日  | 1993年11月4日  | 進步保守黨            | 25（坎贝尔） 進步保守黨 |
| 6   |          | 希拉·科普斯   | 1993年11月4日  | 1996年4月30日  | 自由黨                | 26（克里田） 自由黨     |
| –   |          | （懸空）      | 1996年4月30日  | 1996年6月19日  | –                     | 26（克里田） 自由黨     |
| (6) |          | 希拉·科普斯   | 1996年6月19日  | 1997年6月11日  | 自由黨                | 26（克里田） 自由黨     |
| 7   |          | 赫布·格雷     | 1997年6月11日  | 2002年1月15日  | 自由黨                | 26（克里田） 自由黨     |
| 8   |          | 約翰·曼利     | 2002年1月15日  | 2003年12月12日 | 自由黨                | 26（克里田） 自由黨     |
| 9   |          | 安妮·麥利蘭   | 2003年12月12日 | 2006年2月6日   | 自由黨                | 27（馬田） 自由黨       |
| –   |          | （懸空）      | 2006年2月6日   | 2015年11月4日  | –                     | 28（哈珀） 保守黨       |
| –   | （懸空） | 2015年11月4日 | 2019年11月20日 | –              | 29（J·杜魯多） 自由黨 |                         |
| 10  |          | 方慧蘭        | 2019年11月20日 | 2024年12月16日 | 29（J·杜魯多） 自由黨 | 自由黨                  |
| –   |          | （懸空）      | 2024年12月16日 | 至今           | 29（J·杜魯多） 自由黨 | –                       |
| –   | -        | （懸空）      | 2024年12月16日 | 至今           | 30 (馬克•卡尼) 自由黨 |                         |

## 附註
1. ↑  科普斯於1993年聯邦大選競選時曾承諾，若自由黨贏取大選後保留由進步保守黨引入的貨勞税，她便會辭任國會議員。她於1996年辭職，其後在議席補選中當選並返回國會。該議席懸空期間，克雷蒂安沒有委任他人出任副總理，並於科普斯返回國會後再度委任她為副總理。
2. ↑  哈珀任內沒有委任副總理。2006年-11年間魁北克省國會議員坎農（Lawrence Cannon）在繼承順序中緊隨哈珀排行第二，他於2011年聯邦大選連任失敗後由上議院執政黨領袖勒布雷頓（Marjory LeBreton）取代。勒布雷頓辭職後則先後由費拉迪和奧利華（Joe Oliver）取代。
3. ↑  賈斯汀·杜魯多在首屆總理任期內沒有委任副總理，但若喪失能力的話則指定由葛代爾（Ralph Goodale）代職。
4. ↑  方慧蘭辭職